# Dharius
Alan Alejandro Maldonado Tamez, beter bekend als Dharius (Monterrey, Nuevo León, 24 september 1984), is een Mexicaanse rapper. Hij was lid van de Cartel de Santa. In 2014 kwam zijn eerste soloalbum Directo Hasta Arriba uit.

## Muzikale inspiratie
Tamez noemde Cypress Hill Snoop Dogg, N.W.A en Wu-Tang Clan als zijn grootste bronnen van inspiratie.

## Discografie

### Soloalbums
- 2014 - Directo Hasta Arriba
- 2018 - Mala Fama, Buena Vidha

### Met Cartel de Santa
- 2002 - Cartel de Santa
- 2004 - Vol. II
- 2006 - Volumen Prohibido
- 2008 - Vol. IV
- 2010 - Sincopa